# Tronto
A Tronto egy olaszországi folyó. A Monti della Laga vidékén ered, a Monte della Laghetta (2369 m) lejtőin. Átszeli Lazio, Abruzzo és Marche régiókat majd San Benedetto del Tronto mellett az Adriai-tengerbe torkollik. Az ókorban Truentus néven ismerték. A középkor során a folyó mentén húzódott a pápai állam és a Nápolyi Királyság határa. Mellékfolyói: Fosso di Bretta, Chiaro, Chifente, Fiobbo, Fluvione, Lama, Rio Riccione, Castellano, Marino, Fossa della Montagna.

## Képek

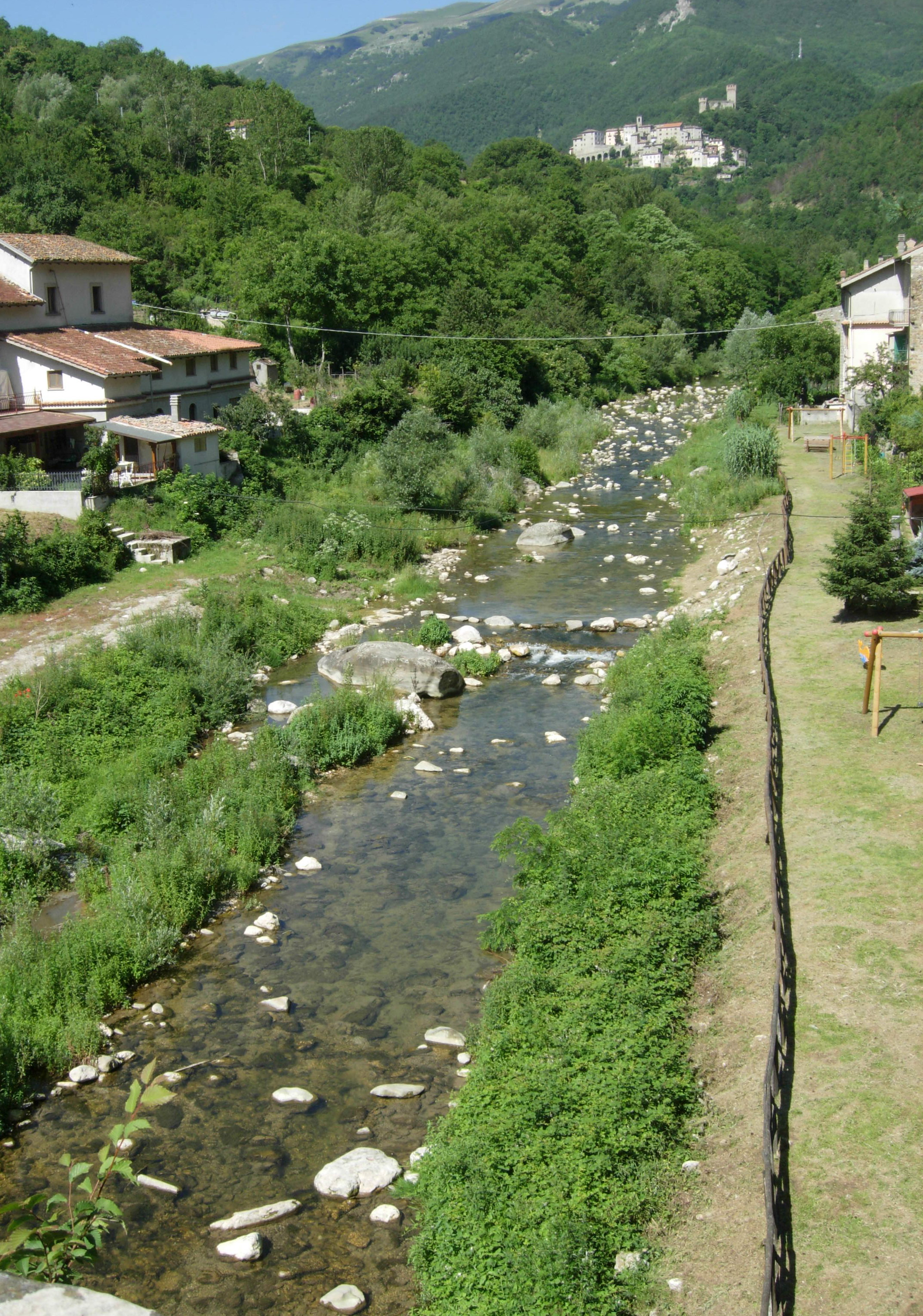
A Tronto Trisungónál, a háttérben Arquata del Tronto
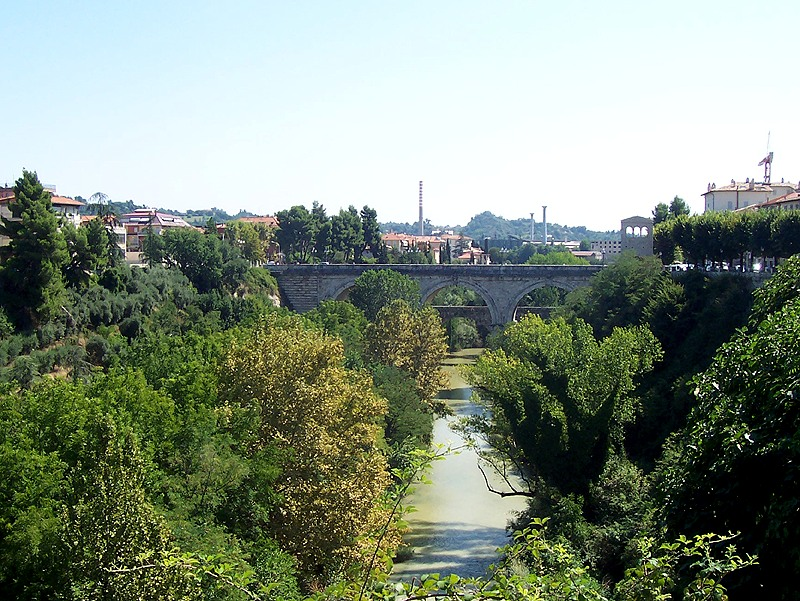
A folyó Ascoli Picenónál